# Imaz
Imaz (en vasco Imas) es una localidad y una granja del municipio español de Mendavia en la Comunidad Foral de Navarra. Está situada en la Merindad de Estella, en la comarca de Estella Occidental, a la vera de la carretera NA-134 y junto al río Ebro. Su población en 2017 fue de 0 habitantes (INE).
El lugar es punto de paso del camino GR-99.

## Historia
Fue un antiguo monasterio del siglo XVII, con capilla dedicada a San Martín. El lugar es hoy una granja propiedad de la empresa vitivinícola Barón de Ley, que comercializa entre otras la marca «Coto de Imaz».

## Topónimo
De origen desconocido. En documentos antiguos el nombre aparece como Imas (1201, NTYC).